# Kontrollratsgesetz Nr. 11
Das Kontrollratsgesetz Nr. 11 (engl. Control Council Law No. 11, Abk. CCL11; franz. Loi n° 11 du Conseil de contrôle allié; russ. Закон № 11 Контрольного совета/Zakon No. 11 Kontrol'nogo soveta), welches vom Alliierten Kontrollrat in seiner Funktion als oberster Gesetzgeber für ganz Deutschland erlassen wurde, bestimmte, dass eine Reihe von Strafbestimmungen aus der Zeit des Nationalsozialismus außer Kraft zu setzen waren. Zudem wurden einige StGB-Normen auf dem Gebiet des Staatsschutzes aufgehoben.

## Aufgehobene Bestimmungen des StGB

### Allgemeiner Teil
Im Allgemeinen Teil des Strafgesetzbuchs wurden die „Bestrafung nach gesundem Volksempfinden“ (§ 2), das Auslieferungsverbot (§ 9) sowie die Anwendungen von Militärgesetzen (§ 10) gestrichen.
Auf dem Gebiet der Rechtsfolgen wurden aufgehoben
- die Möglichkeit der Beschäftigung außerhalb des Gefängnisses (§ 16 Abs. 3),
- die Echte Wahlfeststellung (§ 2b) sowie
- die Nebenstrafe der Entmannung (§§ 42a Nr. 5, 42k StGB).

### Besonderer Teil
Im Besonderen Teil des StGB fielen die folgenden Straftatbestände fort:
| - Hochverrat, Nötigung eines Mitglieds der Reichsregierung, Landesverrat, Dienen in der feindlichen Kriegsmacht, Offenbaren von Staatsgeheimnissen (§ 92), Angriffe auf den Führer und Reichskanzler (§§ 80–94 StGB) - Hochverrat gegen einen ausländischen Staat (§ 102) - Beleidigung von Organen oder Vertretern ausländischer Staaten (§ 103) - Aufforderung zum militärischen Ungehorsam (§ 112) | - Verunglimpfung des Staates oder der NSDAP und seiner/ihrer Symbole (§§ 134a, 134b) - Wehrpflichtentziehung durch Ausreise usw. (§§ 140, 140a, 140b) - Verleitung zur Fahnenflucht (§ 141) - Anwerben für fremden Wehrdienst (§ 141a) - Wehrpflichtentziehung durch Selbstverstümmelung oder Täuschung, Sabotage an Verteidigungsmitteln (§ 142, 143, 143a) - Verunglimpfung des Andenkens Gefallener (§ 189 Abs. 3) - Unfruchtbarmachung an sich selbst oder einem anderen mit dessen Einwilligung (§ 226b) - Munitionsdiebstahl (§ 291) - Vertrauensbruch im auswärtigen Dienst (§ 353a) - Erwerb von Heeres- oder Marineuniformen (§ 370 Nr. 3) |

Außerdem aufgehoben wurde die Straffreiheit für die Teilnahme an der Mensur (§ 210a). Insofern wirkte das Kontrollratsgesetz Nr. 11 nicht ausschließlich entkriminalisierend.

## Mit dem Kontrollratsgesetz Nr. 11 aufgehobene Gesetze und Verordnungen
- Lex van der Lubbe – Gesetz über Verhängung und Vollzug der Todesstrafe[2]
(Anwendbarkeit der Reichstagsbrandverordnung für die Zeit einen Monat vor ihrer Verkündung)

- Gesetz zur Gewährleistung des Rechtsfriedens[3]
(Androhung der Todesstrafe für Morde an Staatsbeamten, Soldaten, Beteiligten an Gerichtsprozessen etc. sowie für Herstellung oder Einfuhr hochverräterischer Schriften)

- Gesetz über Maßnahmen der Staatsnotwehr[4]
(Rechtfertigung der Verbrechen im Rahmen des vorgeblichen Röhm-Putsches)

- Kriegssonderstrafrechtsverordnung[5]
(Androhung der Todesstrafe für Spionage, Freischärlerei, Wehrkraftzersetzung oder Fahnenflucht, Androhung von Zuchthaus für Zuwiderhandlungen gegen Anordnungen der deutschen Besatzungstruppen oder unerlaubte Entfernung von der Truppe)

- Verordnung über außerordentliche Rundfunkmaßnahmen[6]
(Androhung von Zuchthaus für das Hören ausländischen Rundfunks)

- Verordnung gegen Volksschädlinge[7]
(Androhung der Todesstrafe für Plünderung im freigemachten Gebiet oder gemeingefährliche Verbrechen, Androhung von Zuchthaus bzw. Todesstrafe für das Verüben von Verbrechen bei Fliegeralarm, Ausnutzung des Kriegszustandes als Strafschärfungsgrund)

- Verordnung zur Ergänzung der Strafvorschriften zum Schutz der Wehrkraft des deutschen Volkes[8]
(Androhung von Gefängnis für Wehrmittelbeschädigung oder verbotenen Umgang mit Kriegsgefangenen, Androhung von Zuchthaus für Störung eines wichtigen Betriebs, Teilnahme an einer wehrfeindlichen Verbindung oder Gefährdung der Streitkräfte befreundeter Staaten)

- Verordnung zum Schutze des Reichsarbeitsdienstes[9]
(Androhung von Zuchthaus für die Aufforderung zum Verweigern der RAD-Pflicht, Aufwiegelung von Angehörigen des RAD, RAD-Entziehung oder Fahnenflucht im RAD, Androhung von Gefängnis für Dienstflucht von weiblichen RAD-Angehörigen)

- Verordnung zum Schutze der Metallsammlung des deutschen Volkes[10]
(Androhung der Todesstrafe für die Aneignung von für den Krieg bestimmtem Metall)

- Polenstrafrechtsverordnung – Verordnung über die Strafrechtspflege gegen Polen und Juden in den eingegliederten Ostgebieten[11]
(Androhung der Todesstrafe gegen Polen für Gewalttaten gegen Deutsche, Androhung der Todesstrafe oder Freiheitsstrafe gegen Polen für das Unternehmen hetzerischer Betätigung einer deutschfeindlichen Gesinnung, Beschädigung einer deutschen Behörde oder Aufforderung zum Ungehorsam gegen eine Verordnung oder Anweisung)

- Verordnung des Führers zum Schutze der Sammlung von Wintersachen für die Front[12]
(Androhung der Todesstrafe für die Aneignung von für die Soldaten bestimmten Kleidungsstücken)

- Verordnung des Führers zum Schutze der Rüstungswirtschaft[13]
(Androhung von Zuchthaus oder Todesstrafe für Falschaussagen bezüglich Bedarf oder Bestand an Arbeitskräften oder rüstungsrelevanten Gütern)

- Verordnung über den Schutz der Waffenabzeichen der Wehrmacht[14]
(Waffenabzeichen werden unter denselben strafrechtlichen Schutz gestellt wie Orden und Ehrenzeichen)

- Verordnung zur Sicherung des totalen Kriegseinsatzes[15]
(Androhung von Gefängnis oder Geldstrafe, in schweren Fällen Zuchthaus oder Todesstrafe für Verstöße gegen Maßnahmen zur Durchführung des totalen Kriegseinsatzes)

- Polizeiverordnung über das Betreten von Seeschiffen in deutschen Häfen[16]
(Androhung einer Geldstrafe oder Haft bis sechs Wochen für das Betreten eines Seeschiffs durch Schiffsfremde in einem deutschen Hafen)

- Verordnung zur Sicherung des Fronteinsatzes[17]
(Androhung der Todesstrafe oder Zuchthaus für Sabotage der Fronthilfe, Strafbarkeit der Vereitelung des Fronteinsatzes)

### Rechtsfolgen
Die Urteile aufgrund dieser Gesetze und Verordnungen wurden durch das Gesetz zur Aufhebung nationalsozialistischer Unrechtsurteile in der Strafrechtspflege (NS-AufhG) vom 25. August 1998 rückwirkend aufgehoben.